# Baalshamin

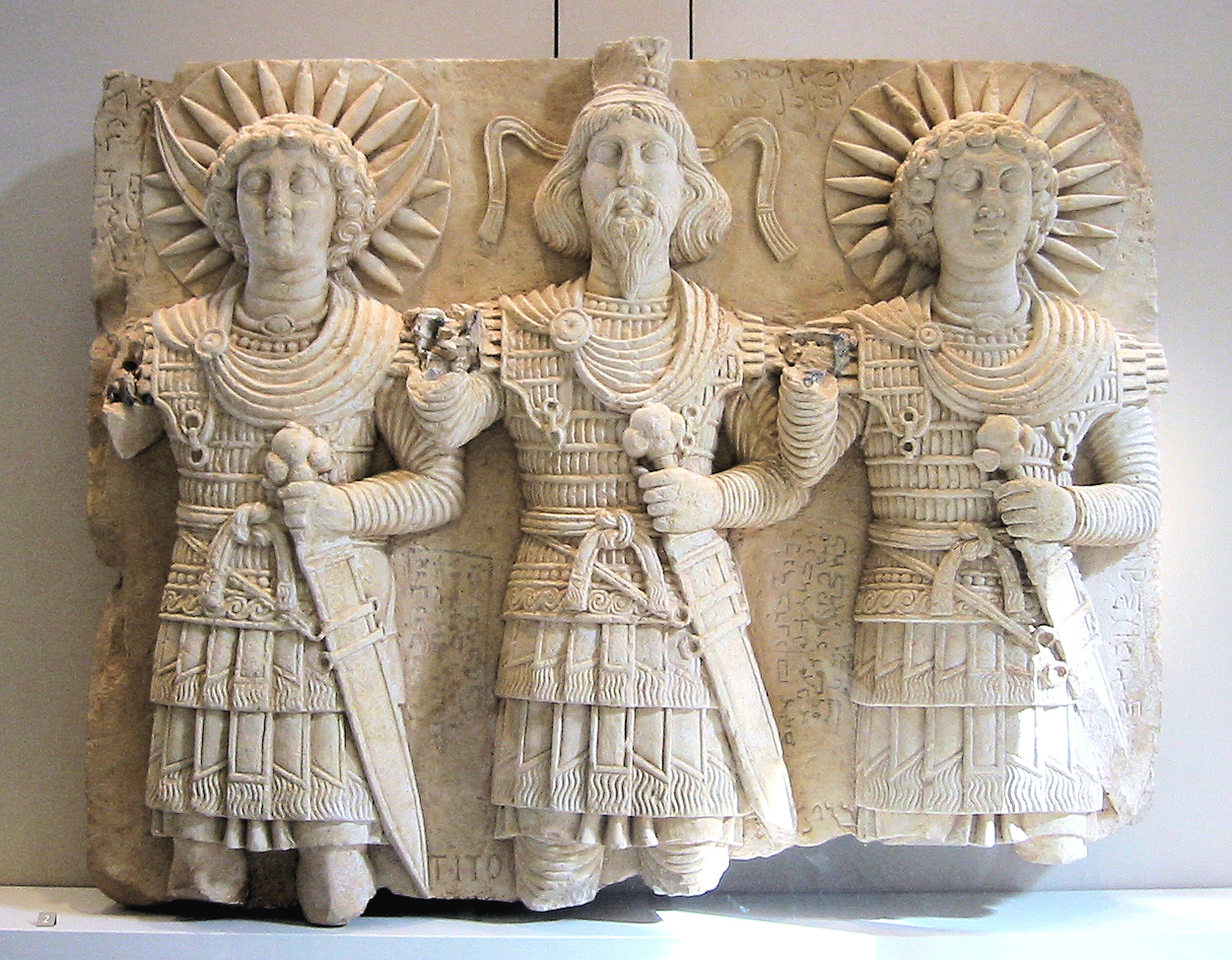
Tríada de divinidades de Palmira: el dios lunar Aglibol, el dios supremo Baalshamin y el dios solar Malakbel,. Encontrado cerca de Bir Wereb, Wadi Miyah, Siria, Museo del Louvre.

Baalshamin, en semítico sirio, Beelshamen o Baal Shamen (ܒܥܠ ܫܡܝܢ en arameo) fue un dios celeste fenicio y deidad suprema  en la mayoría de los pueblos semitas ocupantes del oriente del Mediterráneo.
Fue venerado en Egipto y en Roma y su culto principal tuvo lugar en la antigua ciudad preislámica Siria de Palmira. Su nombre,significa "Señor de los cielos". Sus atributos son el águila y el rayo. 
Baalshamin fue el rey de los dioses, después de haber conquistado el reino de otro dios, Yam, el dios de los mares. Es el príncipe y señor de la tierra, la lluvia y el rocío, que luchó contra Mot, dios de la muerte, la esterilidad y la sequía. Como resultado de este combate, seguirá un ciclo de siete años de fertilidad y abundancia o de sequía y hambre.
"Beel" es también equivalente a la semíticas Baal y Bel, que significa "Señor" y era también un antiguo nombre de Enlil y Marduk.
En su honor, como dios del cielo y portador de lluvia y fertilidad, se construyó en Palmira el Templo de Baalshamin en el año 17, siendo posteriormente reconstruido en los siglos II y III, al noreste del Tetrapilón principal. 
En ocasiones se le encontraba acompañado con los dioses Aglibol y Malakbel, formando en este caso, una famosa tríada local que celebraba la eternidad celeste y los beneficios del calor vinculado a la humedad. En la figura, aparecen los tres dioses portando armadura romana, como símbolo de veneración también por Roma, donde habría llegado traído por los soldados de Palmira enrolados en el ejército romano.